# 托比亞斯·費古爾多
托比亞斯·費古爾多（葡萄牙語：Tobias Figueiredo；1994年2月2日—）是一位葡萄牙足球運動員。在場上的位置是中後衛。現效力於巴西足球甲級聯賽球隊科泰尼沙。他的哥哥克里斯蒂亞諾·佩雷拉·費雷拉也是一位足球運動員。